# Cocabamba (distrito)
Cocabamba é um distrito peruano localizado na Província de Luya, departamento Amazonas. Sua capital é a cidade de Cocabamba.

## Transporte
O distrito de Cocabamba não é servido pelo sistema de estradas terrestres do Peru.